# Cereopsius alboguttatus
Cereopsius alboguttatus is een keversoort uit de familie van de boktorren (Cerambycidae). De wetenschappelijke naam van de soort werd in 1878 als Etymestia alboguttata gepubliceerd door Charles Owen Waterhouse.